# Marcipangris
Marcipangrisen er en traditionel tysk og skandinavisk konfekt, der består af marcipan formet som en gris.
I løbet af julen i Norge og Danmark er det tradition at spise risengrød; en enkelt mandel er skjult i grøden. Den, der finder mandlen, modtager en marcipangris som en præmie. Den samme tradition findes også for retten risalamande i hele Skandinavien.
I Tyskland gives marcipangrisen (Glücksschwein) ved nytår, for at bringe modtageren held i det kommende år.